# 小岩町
小岩町（こいわまち）とは、東京府南葛飾郡にかつて存在した町である。現在の東京都江戸川区の北部に位置し、江戸川区の地名として現存する。

## 沿革
- 1889年（明治22年）5月1日 - 町村制の施行に伴い、上小岩村、下小岩村、中小岩村、伊予田村、小岩田村が合併して小岩村が発足。
- 1928年（昭和3年）11月10日 - 小岩村が町制施行して小岩町となる。
- 1932年（昭和7年）10月1日 - 南葛飾郡全域が東京市に編入。小岩町の区域は江戸川区となる。

## 交通

### 鉄道
- 国鉄（現JR東日本）
  - 総武本線 ： 小岩駅
- 京成電鉄
  - 本線 ： 江戸川駅（開業当初は旧村名の「伊予田駅」を名乗った）

総武本線の新小岩駅は旧平井村（のちの奥戸町、現在の葛飾区）に所在する。

### 道路
- 千葉街道

## 現在の地名
北小岩、西小岩、東小岩、南小岩（いずれも大体の範囲）